# イスタンブール考古学博物館
イスタンブール考古学博物館（イスタンブールこうこがくはくぶつかん、トルコ語: İstanbul Arkeoloji Müzeleri）は、トルコ イスタンブールのファーティヒ（旧エミノニュ）地区にある3つの考古学博物館の集合体であり、ギュルハネ公園やトプカプ宮殿に近い。
イスタンブール考古学博物館は以下の3つの博物館から構成される。
1. 考古学博物館（本館）
2. 古代オリエント美術館
3. イスラム美術博物館 (チニリ・キョシュク（英語版）内)

世界史のほとんどすべての時代と文明にわたる、百万点を越える作品を収蔵している。

## 背景
19世紀にオスマン帝国では主導的な政治家の多くが教育や旅行を通じて西洋化の思想にさらされたため、帝国の近代化を促進させることになった。オスマン帝国の主要な政治家の何人かがパリのルーブル美術館に親しんだ事により帝国博物館の建設の案が出た。スルターンのアブデュルアズィズ（在位 1861年-1876年）は1867年夏にパリ（1867年6月30日-7月10日）、ロンドン（1867年7月12-23日）、ウィーン（1867年7月28-30日）を訪問して考古学博物館に深い印象を受け、同様の考古学博物館をイスタンブールに設立する命令を下した。教育省の下に帝国博物館を設立する決定は1869年になされ、新たに館長が任命されたが、館長の辞任と予算の制約のために博物館設立案は流れた。
1872年、教育大臣アフメット・ヴェフィク・パシャは再び博物館長を立て、ドイツの歴史学者、考古学者、古文字学者、画家のフィリップ・アントン・デーティアを雇用した。デーティアによる作品の収集は大成功し、博物館建設の案が注目を浴びた。
1881年にデーティアが没したため、同年画家で考古学者のオスマン・ハムディ・ベイが後任の館長に任命された。

## 歴史

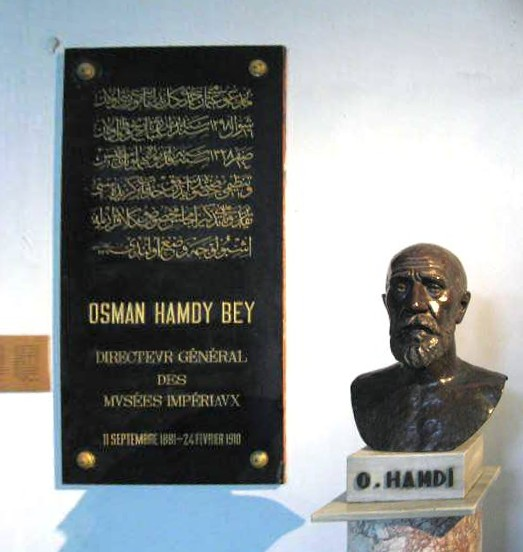
本館の玄関に置かれたオスマン・ハムディ・ベイの胸像と銘板

博物館の位置はトプカプ宮殿の外庭にあたる。博物館ははじめ1891年に帝国博物館（オスマン語: Müze-i Hümayunまたはトルコ語: İmparatorluk Müzesi）として勅令によって創立した。最初のキュレーターで博物館の創立者はオスマン・ハムディ・ベイだった。オスマン帝国の文化遺産を保護する勅令は強制的であったため、各州の総督は発見された工芸品を首都に送った。このようにして博物館には膨大なコレクションを擁するようになった。創立百周年の1991年に、欧州理事会の博物館賞を受賞し、とくにその本館1階のホールの修復と他の館の新しい展示を評価された。
本館の建設は1881年にオスマン・ハムディ・ベイによって開始され、1908年に現在のネオ・グレック様式になった。設計したのはアレクサンドル・ヴァロリ（イスタンブールのペラ・パラス・ホテルの設計者としても知られる）である。建物のファサードの設計は、アレクサンドロス石棺と哀悼する女たちの石棺（ともに博物館の所蔵品）にヒントを得ている。イスタンブールの新古典主義建築の傑出した建築物のひとつである。
古代オリエント博物館は、1883年にオスマン・ハムディ・ベイによって芸術学校として建設が依頼された。その後博物館に改められ、1935年に開館した。1963年に一般公開を中止し、内装の修復を行った後、1974年に再開した。
チニリ・キョシュクは、1472年にスルターンのメフメト2世によって注文された。オスマン建築の民間建築物としてイスタンブールではもっとも古いものの1つであり、トプカプ宮殿の外庭の一部である。本館が完成して収蔵品が移される以前の1875年から1891年に帝国博物館として使用されていた。1953年にトルコ・イスラム美術博物館として一般公開され、後にイスタンブール考古学博物館の一部になった。

## 収蔵物
博物館の所蔵する古代美術品のうちでもっとも有名なもののひとつに、豪華な装飾をもつアレクサンドロス石棺があり、かつてはアレクサンドロス3世のために作られたと信じられていた。
博物館にはトルコ、ヘレニズム、古代ローマの工芸品の大規模なコレクションがあり、その多くはかつてのオスマン帝国の広大な版図から集められたものである。博物館で展覧しているもっとも傑出した工芸品には以下のものがある。
- アレクサンドロス石棺。シドンのネクロポリスで発見
- 嘆く女たちの石棺。これもシドンで発見された（シドン王ストラトーン1世のサルコファガス）
- タブニト石棺、サトラップの石棺。
- シドンのリュキア式石棺
- バビロンのイシュタル門の施釉タイルの像
- アフロディシアス、エフェソス、ミレトスから出土したローマ帝国の終わりまでの古代の像
- エペーボス（英語版）の像
- ペルガモン（ベルガマ）で発見されたゼウス神殿の像の一部
- マウソロス霊廟の大理石のライオン。トルコに残る数品のひとつ
- コンスタンティノープル競馬場に立てられた蛇の柱（英語版）の蛇の頭部
- 地母神キュベレーと奉納碑石
- アレクサンドロス3世とゼウスの胸像
- アッソス（英語版）のアテーナー寺院の断片
- トロイの展示
- 80万点にのぼるオスマン帝国の貨幣、印章、勲章、メダル
- エジプトとヒッタイトの平和条約（紀元前1258年）の粘土板3枚のうち2枚。条約はエジプトのラムセス2世とヒッタイトのハットゥシリ3世の間で結ばれた。現存する世界最古の平和条約であり、ニューヨークの国際連合本部ビルの壁に条約を含むこの粘土板の巨大なポスターが貼られている。
- アッシリア王アダド・ニラリ3世の石碑
- 楔形文字で記された約7万5千枚の文書を収める粘土板アーカイブ（現存最古の恋の詩であるイスタンブール #2461を含む）
- アナトリア、メソポタミア、アラビア、エジプトの早期文明の工芸品
- シロアム碑文。2007年にイスラエルが返還を求めたために話題になった[5]
- ゲゼル・カレンダー
- バラワート門（英語版） （門のうちの1つ）
- サマリア・オストラカ（英語版）

## ギャラリー

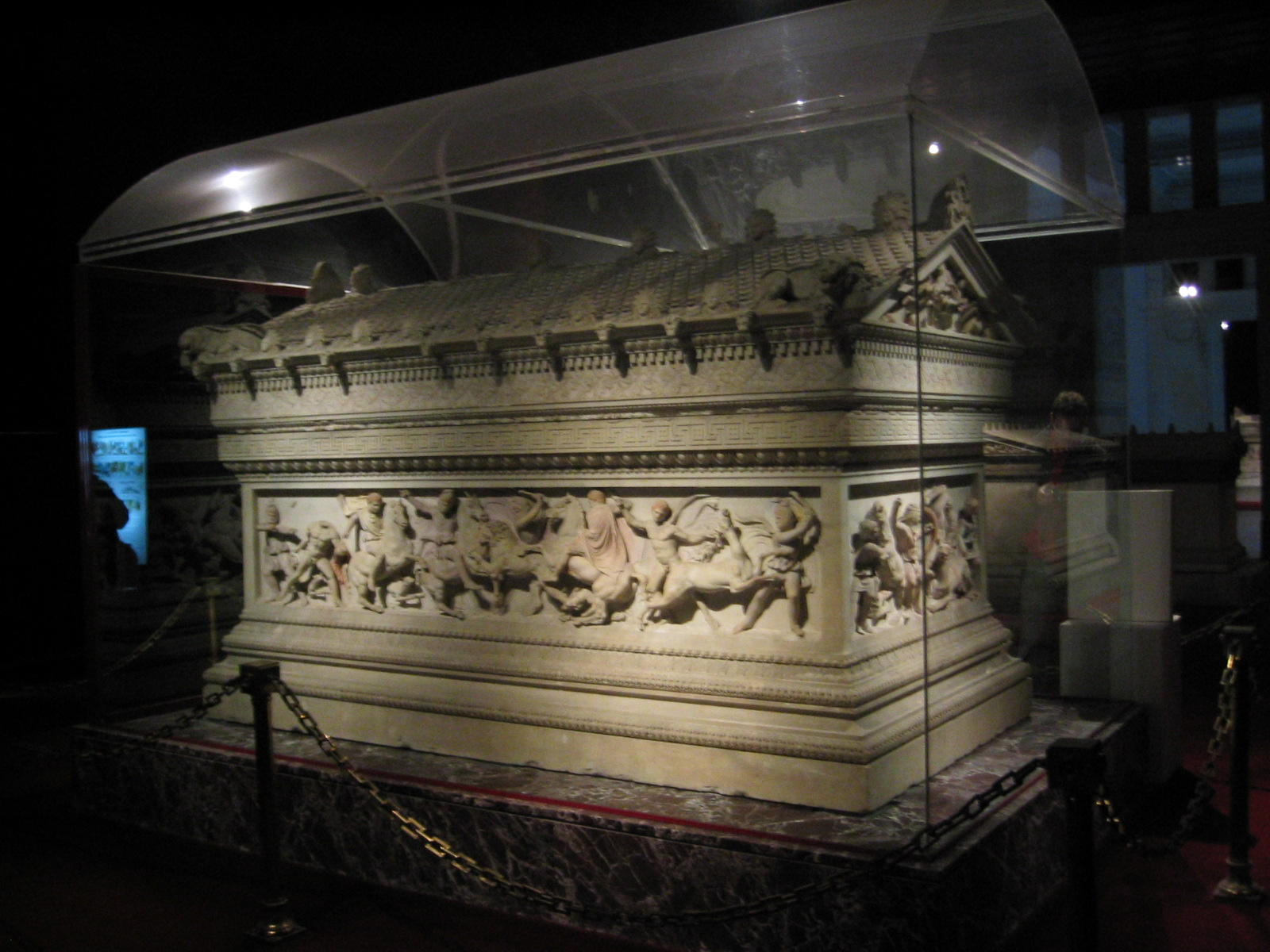
シドンのネクロポリス出土、アレクサンドロス石棺
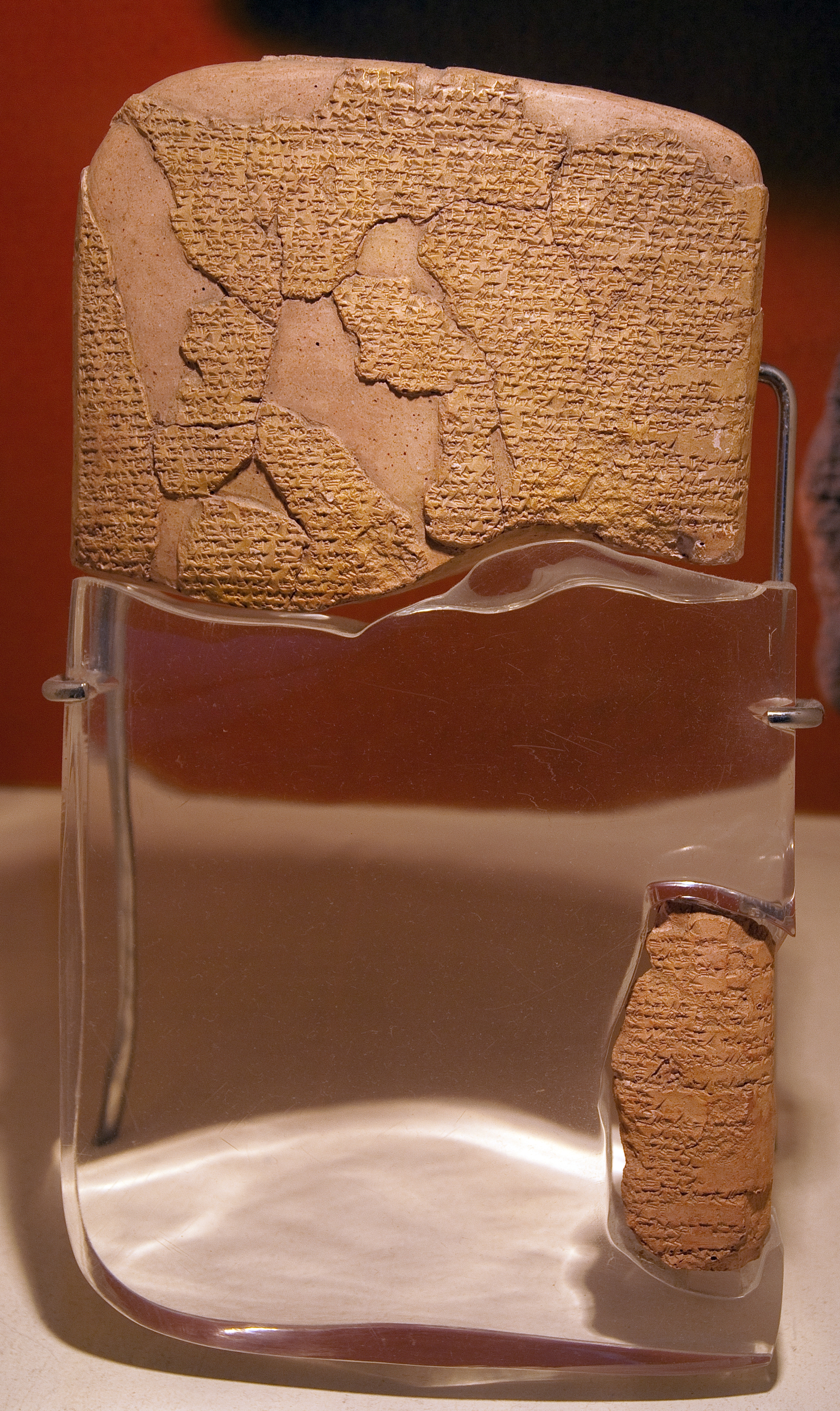
エジプトとヒッタイトの平和条約
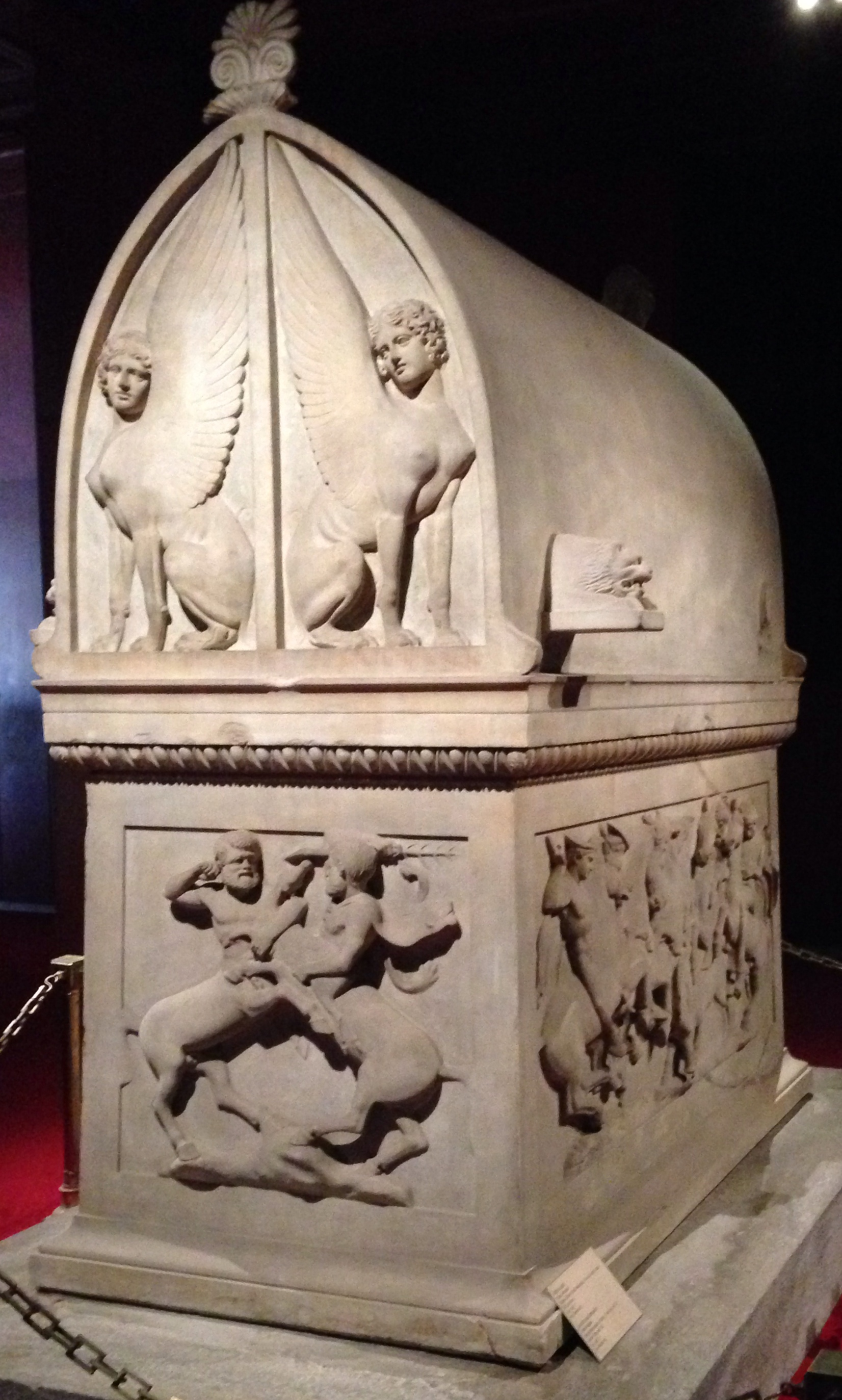
シドンのネクロポリス出土、パロス島の大理石製のリュキア式石棺
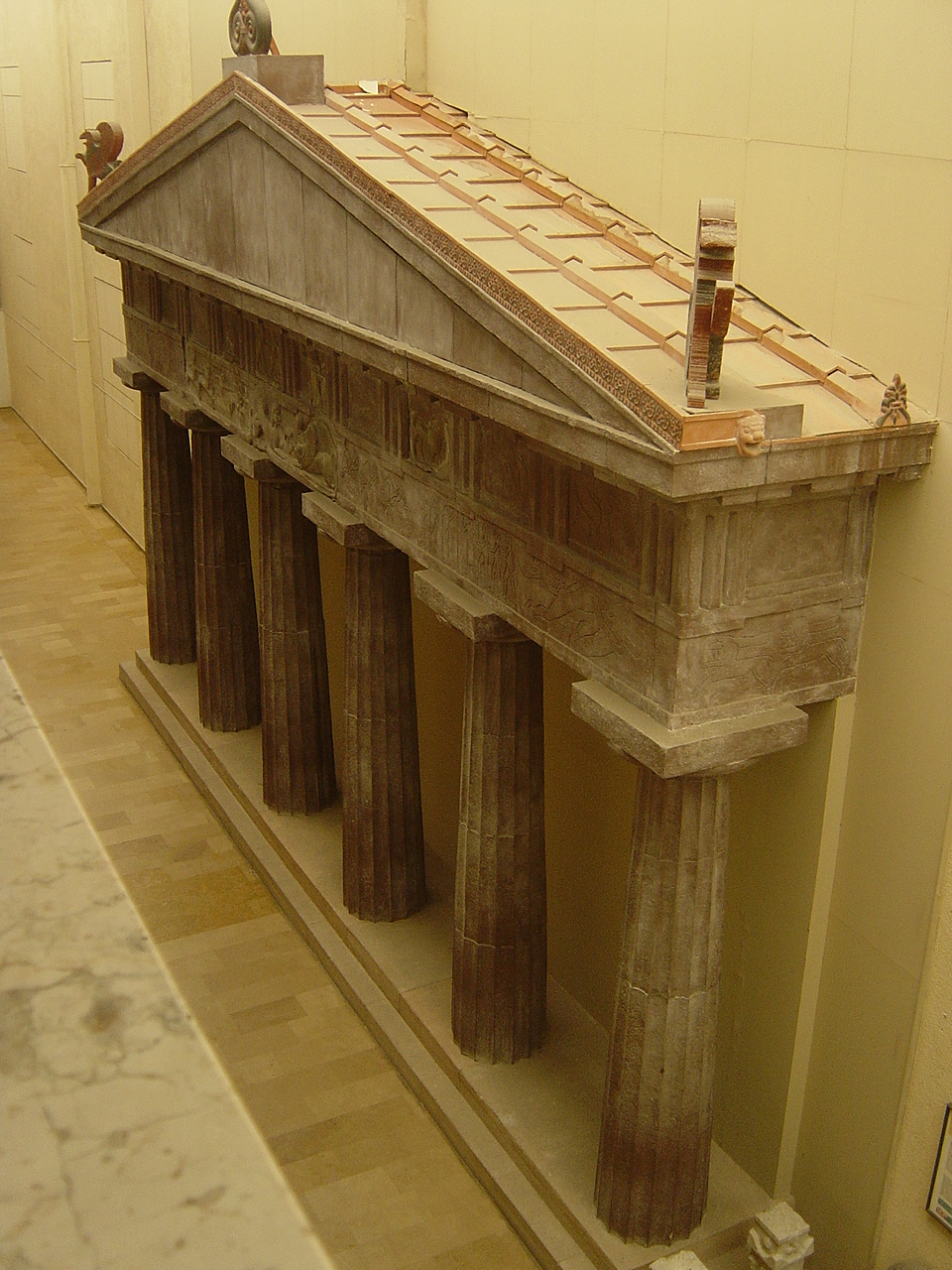
寺院の柱とペディメント
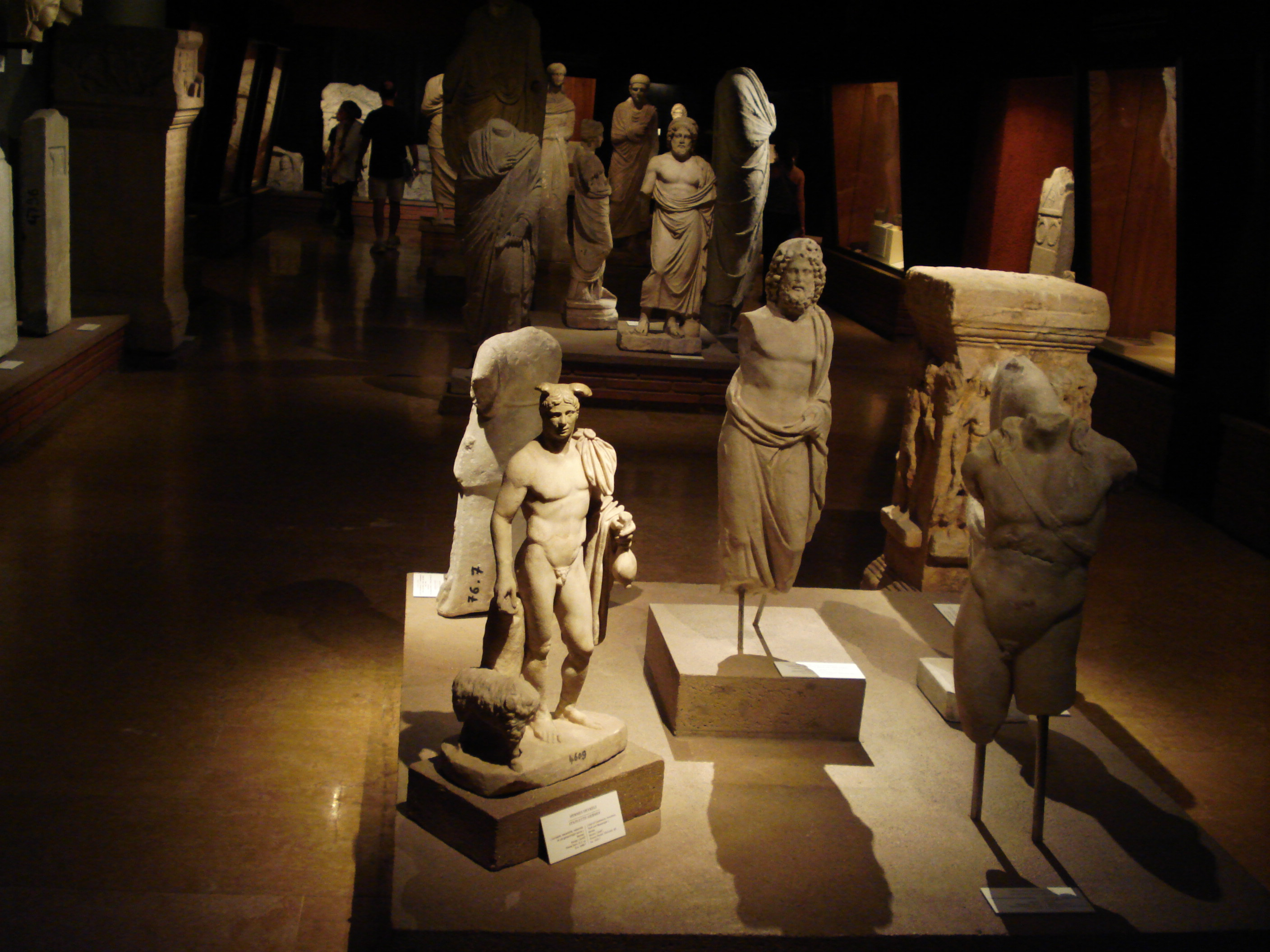
古代ギリシャ関係の展示
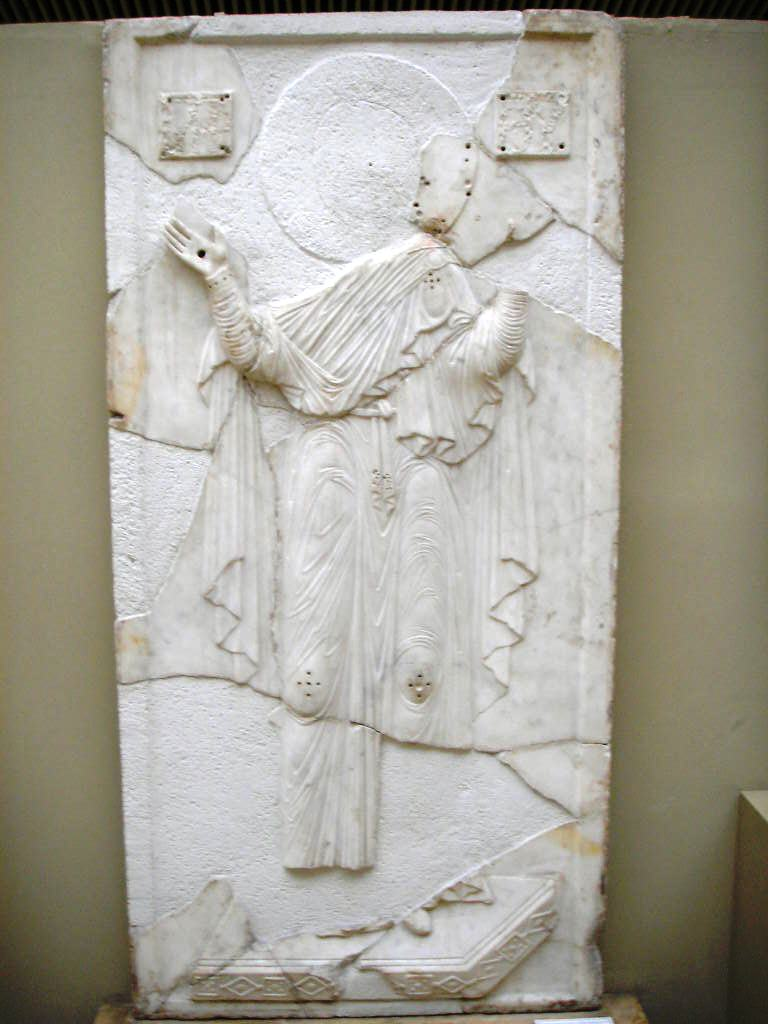
祈る聖母マリアのレリーフつきイコン
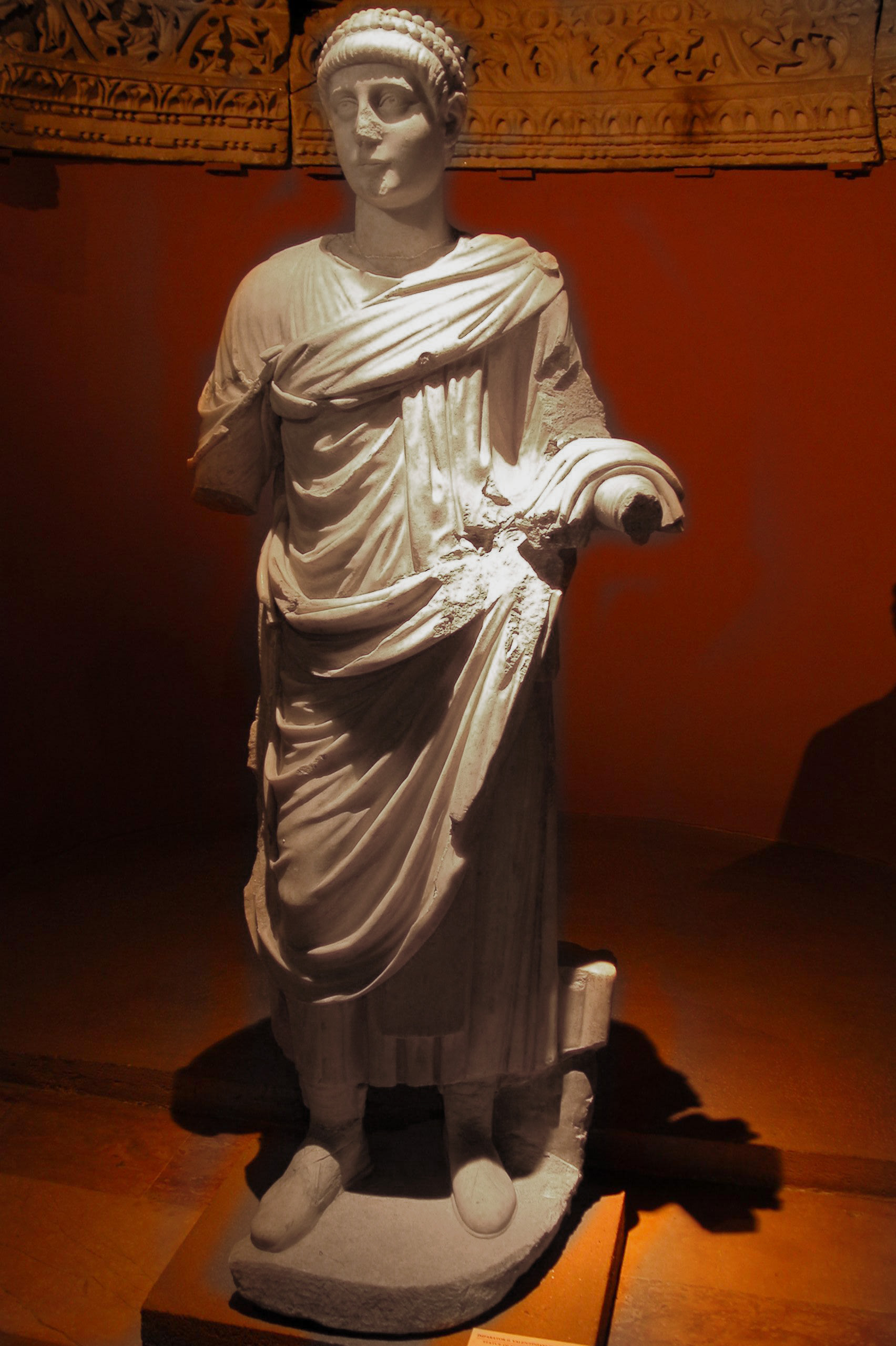
ローマ皇帝ウァレンティニアヌス2世の像
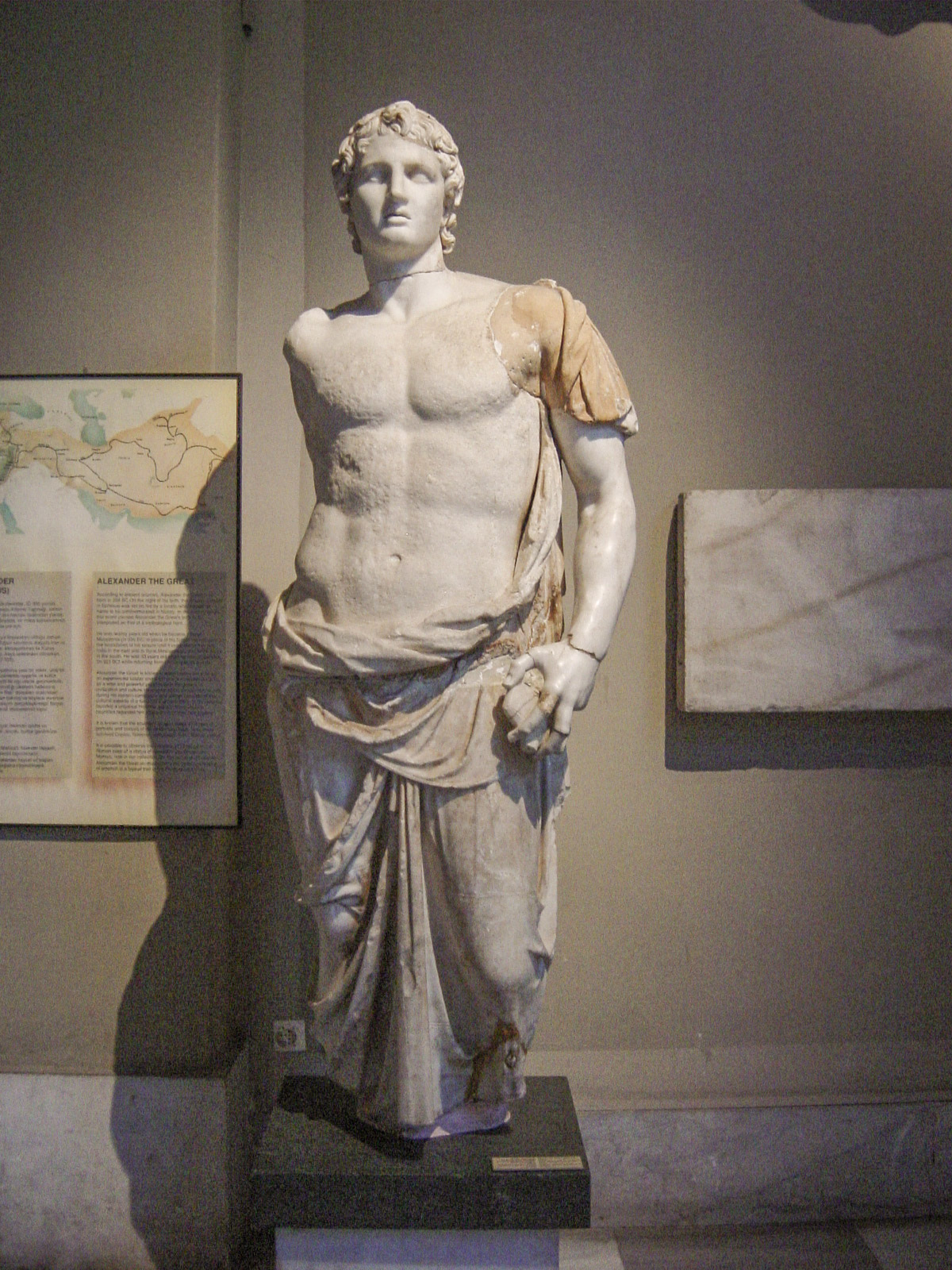
アレクサンドロス3世像
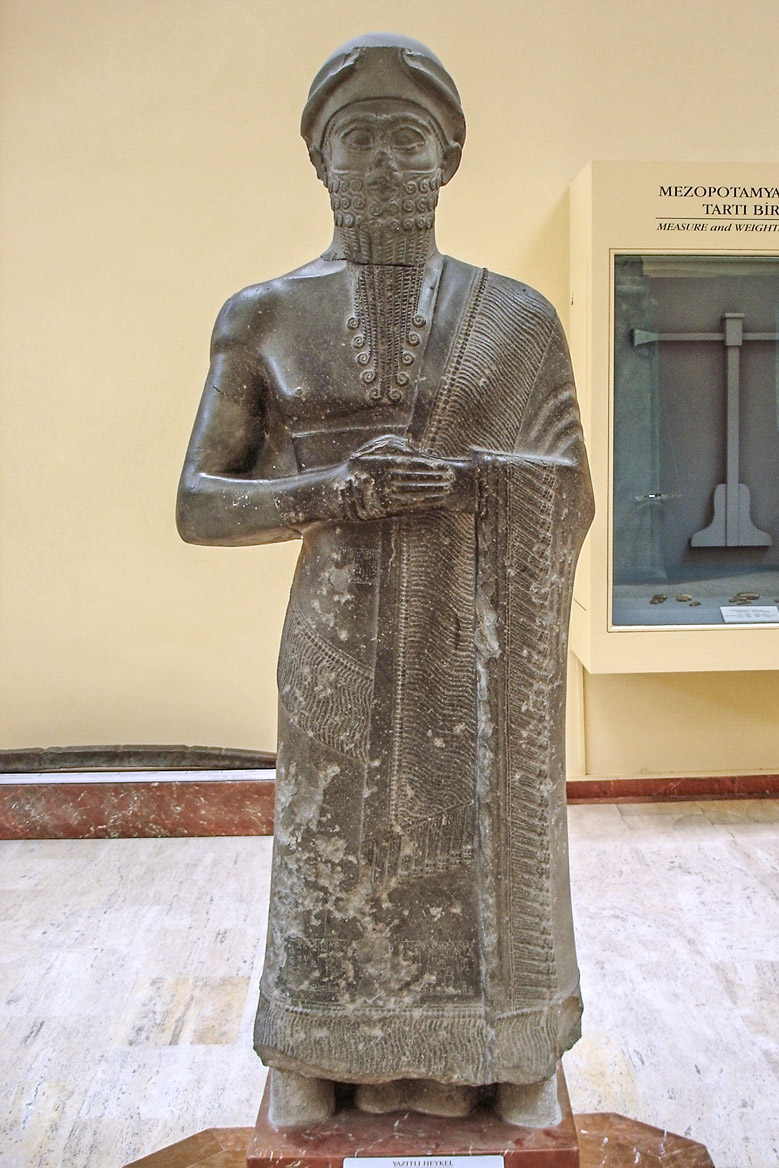
マリの統治者プズル・イシュタル
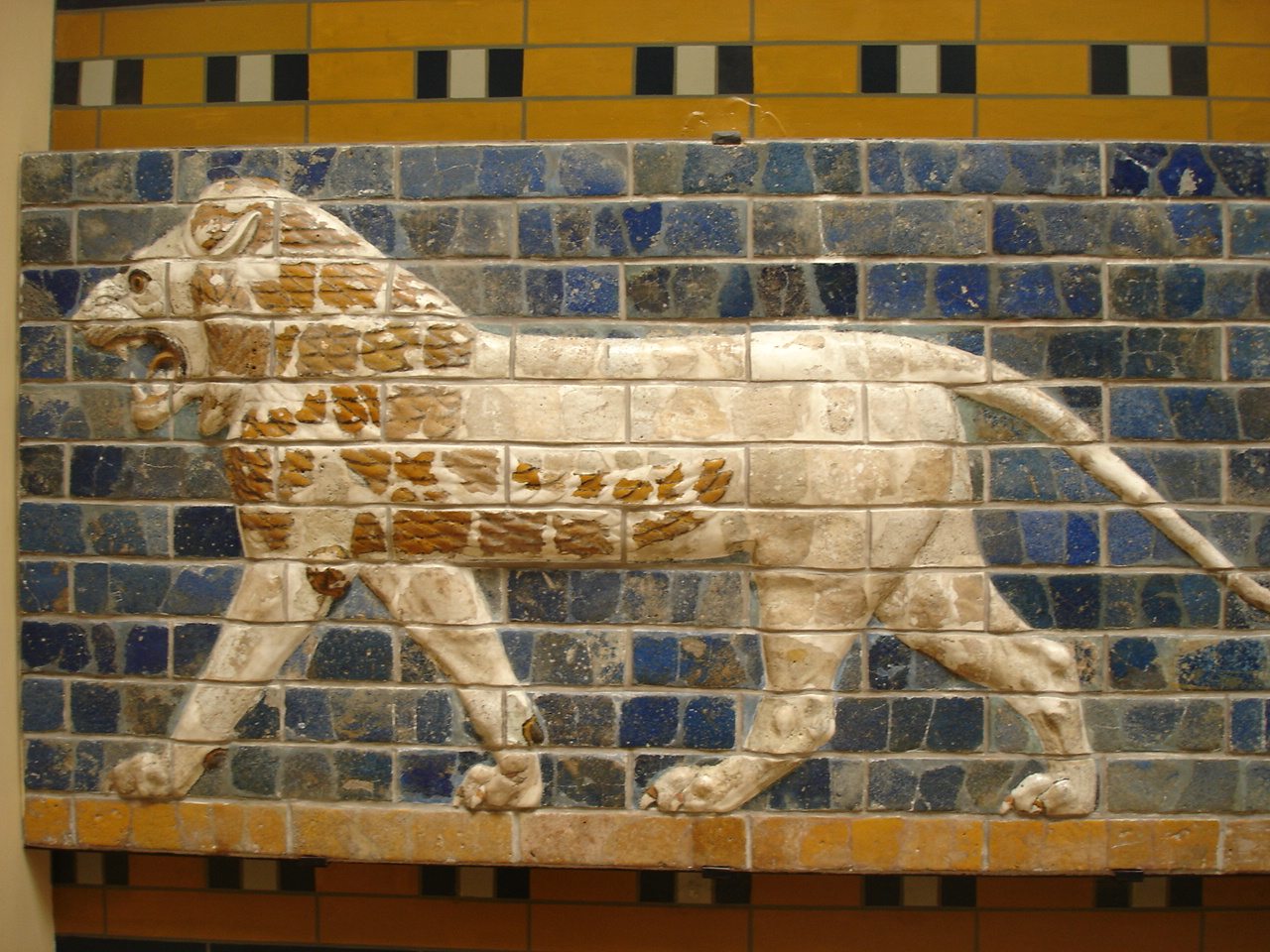
イシュタル門への道の施釉レンガのパネル
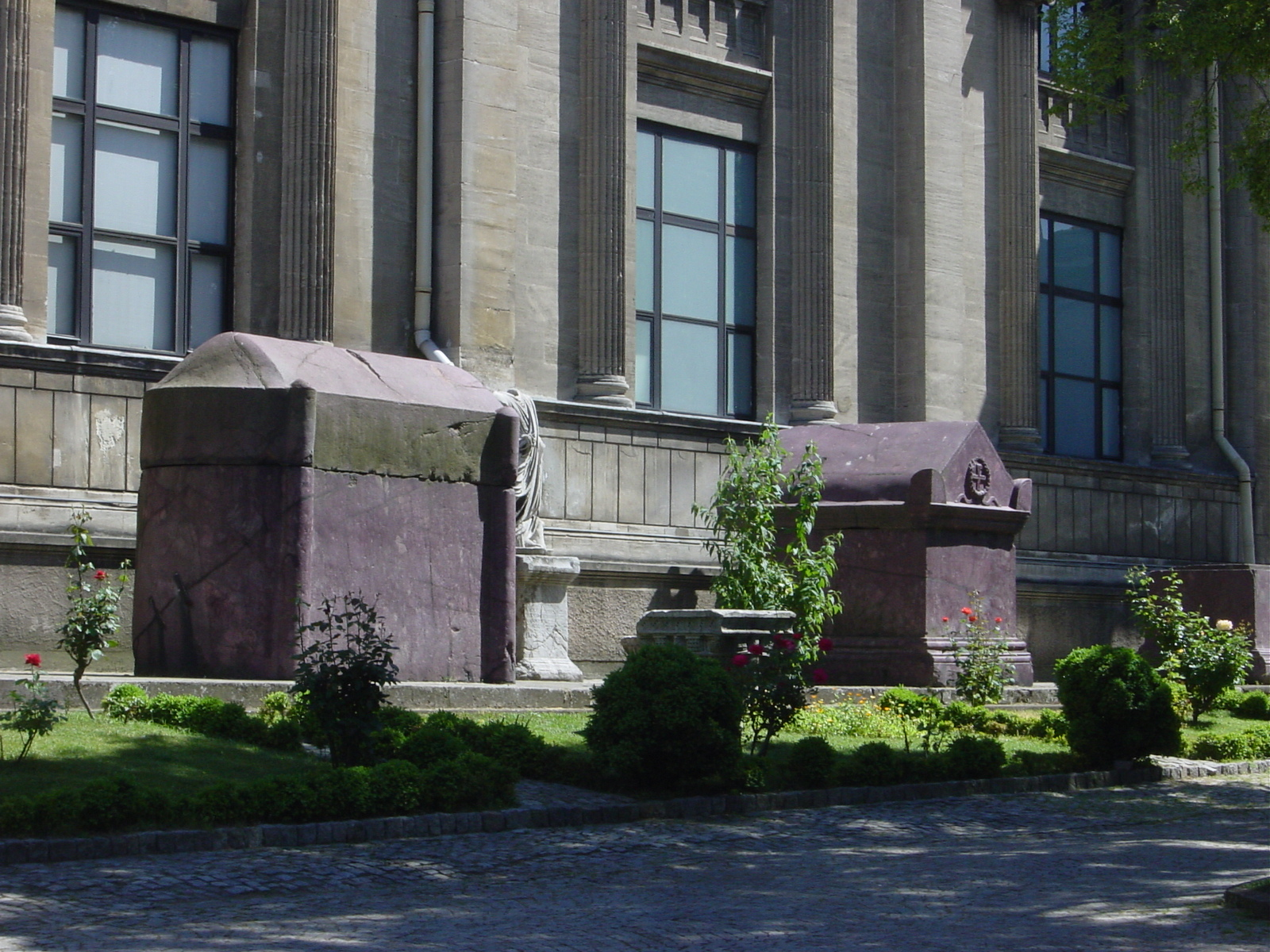
東ローマ帝国の皇帝の斑岩の石棺
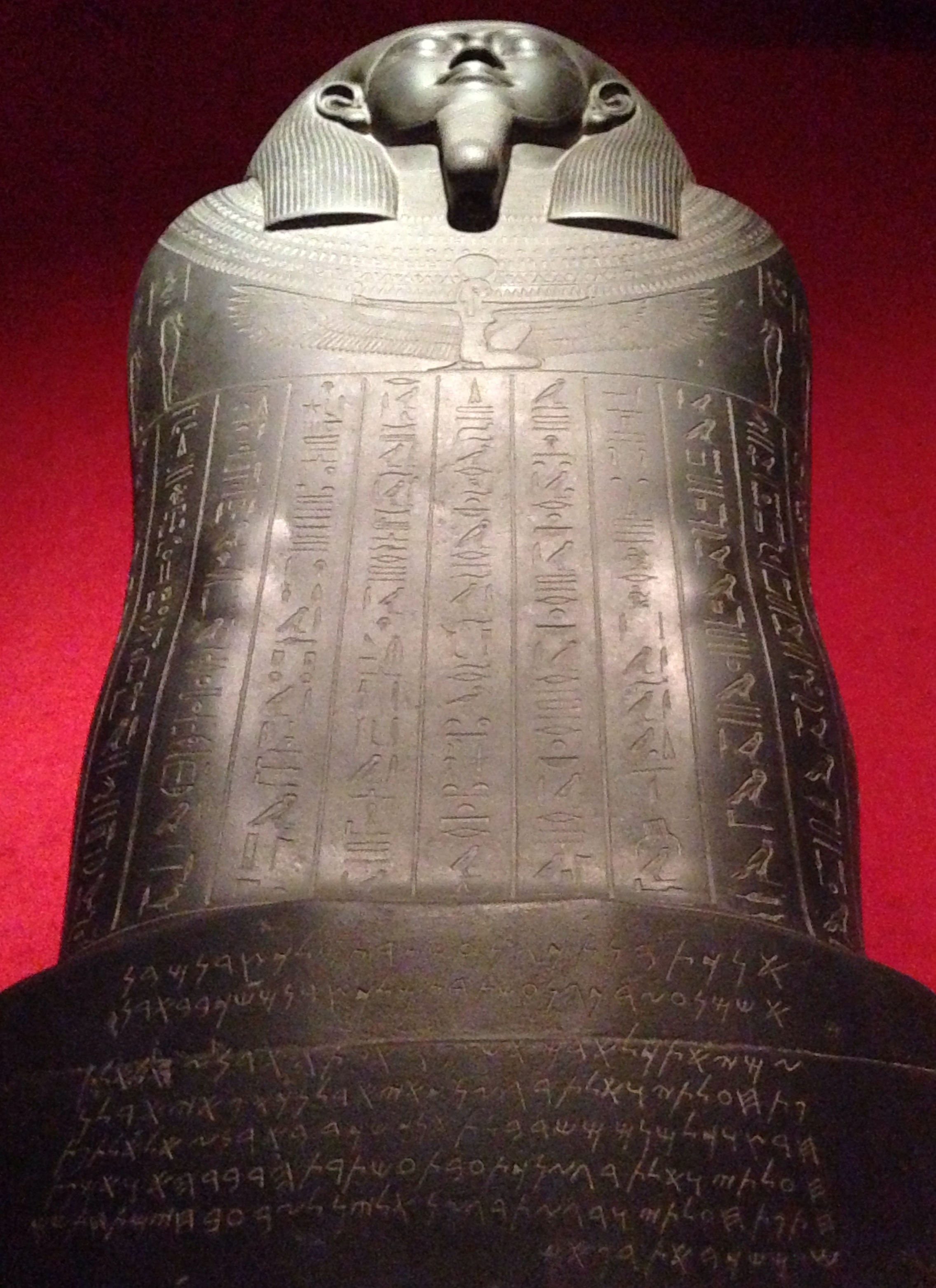
シドンのネクロポリス出土、閃緑岩のタブニト石棺